# Chlorogenia cholerota
Chlorogenia cholerota är en fjärilsart som beskrevs av Edward Meyrick 1899. Chlorogenia cholerota ingår i släktet Chlorogenia och familjen björnspinnare. Inga underarter finns listade i Catalogue of Life.